# Wings over America
《Wings over America》는 1976년 12월 10일에 발매된 윙스의 트리플 라이브 음반이다. 이 음반은 1975년~1976년 Wings Over the World Tour의 미국 무대에서 녹음되었다. 이 음반은 영국 음반 차트에서 8위로 정점을 찍었고 미국 빌보드 200 차트에서 1위에 올랐다.
이 음반에는 폴 매카트니의 윙스와의 히트곡 몇 곡이 수록되어 있을 뿐만 아니라, 비틀즈의 다섯 곡인 〈Yesterday〉, 〈Lady Madonna〉, 〈I've Just Seen a Face〉, 〈Blackbird〉, 〈The Long and Winding Road〉의 공연이 수록되어 있다. 이 음반 커버는 1978년에 매카트니의 제작사 MPL과 함께 이 음반의 그래미 어워드 최우수 음반 패키지에 지명된 힙노시스에 의해 디자인되었으며, 객실 문을 열려는 여객기를 묘사하고 있다. 《Wings over America》는 2013년 5월에 리마스터되고 재발행되었다.

## 녹음
원래 《Wings over America》는 하이라이트 퍼포먼스의 2개 음반 세트가 될 예정이었으나, 이것은 빨간색, 흰색, 파란색 바이닐을 세트로 한 《Wings from the Wings》라는 해적판의 성공으로 다시 생각되었고, 1976년 6월 23일 로스엔젤레스의 더 포럼에서 녹음된 콘서트 전체를 포함하고 있었다. 이로 인해 매카트니는 1976년 5월~6월 동안 밴드의 북미 투어에서 나온 다양한 쇼에서 편집한 3개의 음반 세트로 음반을 발매하게 되었다. 매카트니의 사운드 엔지니어는 800시간의 테이프를 듣고 30곡 세트 리스트에서 각 곡의 최고 연주곡 5개를 선정했다. 매카트니는 6월 23일 쇼에서 찍은 마지막 녹음들을 골라서 섞었다. 〈Soily〉는 1976년 6월 7일 덴버의 맥니콜스 스포츠 아레나에서 녹음되었다. 그 후 1976년 10월에서 11월 사이에 라이브 녹음은 스튜디오의 오버덥을 받았다. 윙스의 드러머 조 잉글리쉬에 따르면, "그 《Wings over America》 테이프를 라이브 음반에 준비하는데는 시간이 오래 걸렸습니다. 스튜디오에 들어가 대부분의 백 보컬을 오버덥을 해야 했습니다."

## 발매 및 평가
| 전문가 평가                    | 전문가 평가  |
| 평가 점수                      | 평가 점수    |
| 출처                           | 점수         |
| ------------------------------ | ------------ |
| AllMusic                       | [ 7 ]        |
| American Songwriter            | [ 8 ]        |
| Consequence of Sound           | B            |
| The Essential Rock Discography | 6/10         |
| MusicHound                     | 2/5          |
| PopMatters                     | [ 12 ]       |
| Rolling Stone                  | (favourable) |
| The Rolling Stone Album Guide  | [ 14 ]       |
| Ultimate Classic Rock          | 7/10         |
| Uncut                          | 7/10         |

《Wings over America》는 밴드의 미국 투어가 끝난 지 6개월 만에 발매되었다. 이 음반은 윙스의 또 다른 상업적 성공으로, 1977년 초에 미국에서 1위를 차지했으며 (밴드의 연속 차트 1위 음반 중 마지막 음반) 영국에서는 8위에 올랐다. 포함된 비틀즈의 다섯 곡에 대해 매카트니는 작곡 크레딧을 매카트니-레논으로 변경했다.

## 곡 목록
모든 곡들은 특별한 언급이 없는 한 폴 매카트니와 린다 매카트니에 의해 작사/작곡하였다.
| #  | 제목                                        | 재생 시간 |
| -- | ------------------------------------------- | --------- |
| 1. | 〈Venus and Mars/Rock Show/Jet〉            | 9:56      |
| 2. | 〈Let Me Roll It〉                          | 3:51      |
| 3. | 〈Spirits of Ancient Egypt〉                | 4:04      |
| 4. | 〈Medicine Jar (지미 맥컬로치, 콜린 알렌)〉 | 4:02      |

| #  | 제목                                          | 재생 시간 |
| -- | --------------------------------------------- | --------- |
| 1. | 〈Maybe I'm Amazed (폴 매카트니)〉            | 5:10      |
| 2. | 〈Call Me Back Again〉                        | 5:04      |
| 3. | 〈Lady Madonna (매카트니-레논)〉              | 2:19      |
| 4. | 〈The Long and Winding Road (매카트니-레논)〉 | 4:13      |
| 5. | 〈Live and Let Die〉                          | 3:07      |

| #  | 제목                                      | 재생 시간 |
| -- | ----------------------------------------- | --------- |
| 1. | 〈Picasso's Last Words (Drink to Me)〉    | 1:55      |
| 2. | 〈Richard Cory (폴 사이먼)〉              | 2:50      |
| 3. | 〈Bluebird〉                              | 3:37      |
| 4. | 〈I've Just Seen a Face (매카트니-레논)〉 | 1:49      |
| 5. | 〈Blackbird (매카트니-레논)〉             | 2:23      |
| 6. | 〈Yesterday (매카트니-레논)〉             | 1:43      |

| #  | 제목                                | 재생 시간 |
| -- | ----------------------------------- | --------- |
| 1. | 〈You Gave Me the Answer〉          | 1:47      |
| 2. | 〈Magneto and Titanium Man〉        | 3:11      |
| 3. | 〈Go Now (래리 뱅크스, 밀튼 베넷)〉 | 3:27      |
| 4. | 〈My Love〉                         | 4:07      |
| 5. | 〈Listen to What the Man Said〉     | 3:18      |

| #  | 제목                         | 재생 시간 |
| -- | ---------------------------- | --------- |
| 1. | 〈Let 'Em In〉               | 4:02      |
| 2. | 〈Time to Hide (데니 레인)〉 | 4:46      |
| 3. | 〈Silly Love Songs〉         | 5:46      |
| 4. | 〈Beware My Love〉           | 4:49      |

| #  | 제목                | 재생 시간 |
| -- | ------------------- | --------- |
| 1. | 〈Letting Go〉      | 4:25      |
| 2. | 〈Band on the Run〉 | 5:03      |
| 3. | 〈Hi, Hi, Hi〉      | 2:57      |
| 4. | 〈Soily〉           | 5:10      |

## 인증
| 국가                       | 인증     | 판매량/출하량 |
| -------------------------- | -------- | ------------- |
| 캐나다 (뮤직 캐나다)       | 플래티넘 | 100,000^      |
| 영국 (BPI)                 | 골드     | 100,000^      |
| 미국 (RIAA)                | 플래티넘 | 1,000,000^    |
| ^출하량을 기반으로 한 인증 |          |               |